# Metrodorea
Metrodorea é um género botânico pertencente à família Rutaceae.

## Espécies
- Metrodorea flavida
- Metrodorea maracasana
- Metrodorea mollis
- Metrodorea nigr
- Metrodorea stipularis